# Дети кукурузы 3: Городская жатва
«Дети кукурузы 3: Городская жатва» — фильм ужасов 1995 года, являющийся продолжением фильма «Дети кукурузы 2: Последняя жертва». Третий фильм в серии «Дети кукурузы».

## Слоган
- «Based on the story „Children Of The Corn“ by Stephen King» // «Основано на рассказе "Дети Кукурузы" Стивена Кинга»
- «An Adult Nightmare is about to show its face in the heart of a city!»
- «In the heart of a city an adult nightmare is about to be reborn!»
- «Let the harvest begin…»

## Сюжет
Сводные братья Илай и Джошуа молятся на кукурузном поле тому «Кто обходит ряды». Пьяный отец начинает искать своего родного сына Джошуа чтобы избить, Джошуа прячется, а Илай остается, чтобы постоять за него. Когда подходит отец, мальчик начинает колдовать и отец заживо становится пугалом.
Состоятельная семья Уильям и Аманда Портер усыновляет Илая и Джошуа; так дети, которые выросли в деревне, переезжают в большой город Чикаго. Пока они знакомятся с двором дома, Аманда открывает чемодан и видит там кучу насекомых. Аманда начинает кричать, но когда прибегают Уильям и парни, содержимое чемодана оказывается всего лишь кукурузой. Пока семья обедает, Илай предлагает помолиться, произнося следующие слова — «Слава Тому кто обходит ряды, пусть он расчленит и убьет тех, кто грешен». По ночам Илай приходит на заброшенный завод (который находится недалеко от дома Портеров) и возле него сажает кукурузу. Однажды туда забредает бездомный и становится ее первой жертвой.
Илая и Джошуа отправляют в школу. У Джошуа появляются друзья, лучший друг Малькольм и девушка Мари (она сестра Малькольма). Аманда начинает жаловаться Уильяму на кукурузу за забором, которая высасывает соки у роз в их саду. Когда Уильям приходит на заброшенный завод, то до него доходит, что эту кукурузу можно продать (Уильям работает в компании по продаже овощей и фруктов). Илай приносит семена кукурузы в столовую, эти семена попадают в еду учеников, они начинают погружаться в религию «Того, кто обходит ряды». Святому отцу Фрэнку Нолану по ночам снятся события, случившиеся в городах Гэтлин и Хемингфорд. Аманда решает скосить кукурузу, но та нападает на нее, и когда она убегает, то спотыкается и падает на трубу, разбивая голову. Илай начинает проповедовать, что святой Иосиф был ребёнком, который видел будущее, он предвидел проблемы мира, виноваты в которых взрослые, заслуживающие смерти.
Женщина, работающая в службе опеки (она нашла опекунов для Илая и Джошуа), выясняет подробности событий в Гэтлине и Хемингфорде и узнает, что Илай родом из Гетлина, а также то, что он член детской кукурузной секты. Ей начинает мерещиться Илай, она пытается закурить, но когда зажигает сигарету, огонь всасывается ей в горло и женщина сгорает. После дети убивают священника. Джошуа понимает, что в городе творится неладное, они вместе с Малькольмом приезжают в дом, где Джошуа и Илай раньше жили. Джошуа откапывает книгу Илая, на парней нападает отец-пугало, Джошуа побеждает его, а Малькольма убивает кукуруза. На заброшенном заводе находится группа детей, приходит пьяный Уильям и говорит, что кукуруза будет продаваться в другие города. Илай убивает Уильяма.
Когда Джошуа приезжает в заброшенный завод, он убивает Илая. Внезапно из-под земли появляется монстр («Тот, кто обходит ряды»). Он принимается убивать детей и хватает Мари, но Джошуа спасает её, смертельно ранив монстра косой.
В эпилоге дьявольскую кукурузу отвозят в Гамбург.

## В ролях
- Дениэл Черни — Илай
- Рон Мелендес — Джошуа
- Джим Мецлер — Уильям Портер
- Ненси Ли Гран — Аманда Портер
- Майкл Энсайн — Отец Фрэнк Нолан
- Джон Клэр — Малькольм
- Мари Морроу — Мария Элкман
- Шарлиз Терон — последовательница Илайи

## Музыка
В фильме звучали песни:
- «Belly Of The Beast» в исполнении «The Lifers Group»;
- «Put It Up» в исполнении «S.O.U.L.»;
- «The Birth Of S.O.U.L.» в исполнении «S.O.U.L.»;

## Производство
Съемки начались в декабре 1993 года в Лос-Анджелесе, Калифорния, а закончились 14 января 1994 года.
«Дети кукурузы 3: Городская жатва» стал первым фильмом в серии, выпущенной Dimension и Miramax Films, которые приобрели права на сериал и в последующем выпустили ещё шесть сиквелов. Это также первый фильм в серии, который был выпущен сразу на видео в магазинах США 12 сентября 1995 года.